# Blood and Sand (1922)
Blood and Sand  é um filme mudo norte-americano de 1922 dirigido por Fred Niblo e Dorothy Aszner.
O roteiro, de June Mathis, é uma adaptação da peça teatral de Tom Cushing, que por sua vez é adaptada do livro Sangre y arena, de Vicente Blasco Ibáñez.
O elenco traz Rodolfo Valentino, no papel do toureiro Juan Gallardo, e Nita Naldi, como Doña Sol.